# Catedral de Albi

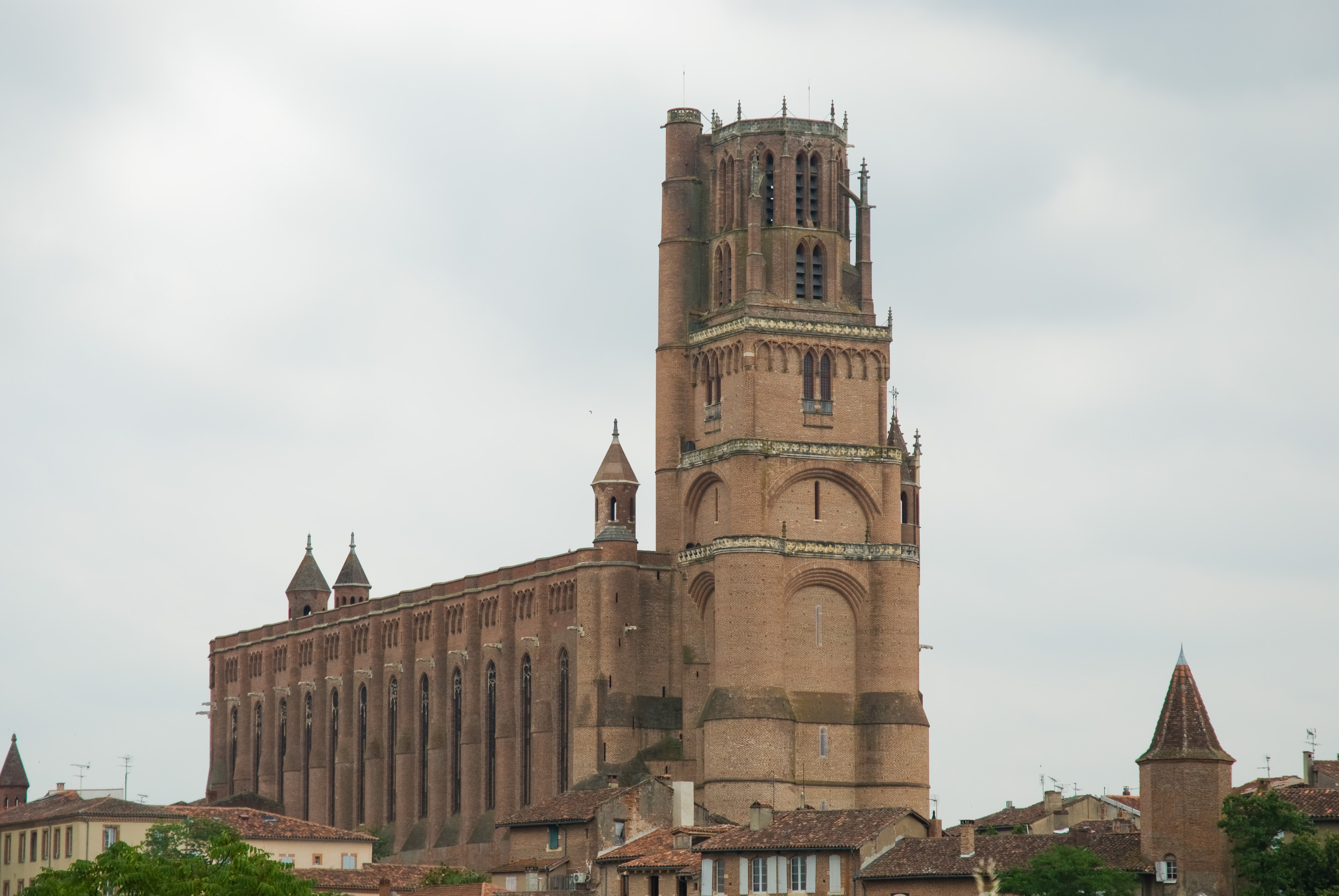
Vista da Catedral de Albi

A Catedral de Albi (em francês:  Cathédrale Sainte-Cécile d'Albi) é a mais importante construção religiosa da cidade de Albi, sudoeste francês. É a Sé da Arquidiocese de Albi, sufragânea da Arquidiocese de Toulouse.

## História
A presente construção foi precedida por outras, sendo a primeira construção datada do século IV e destruída por um incêndio no ano 666. A segunda é datada de 920 e tinha o nome de Santa Cecília, que se mantém até hoje. Foi reformada no século XIII, sendo refeita em pedra.
A igreja gótica que se vê hoje foi construída entre 1282 e 1480.